# Tashi Zangmo
Tashi Zangmo (nascida c. 1963) é uma activista butanesa que é directora executiva da Fundação de Freiras do Butão (BNF), desde 2009.

## Início de vida e carreira
Zangmo nasceu em 1963 em Wamrong, no Butão. Ela foi a primeira menina da sua aldeia e casa a ir para a escola. Após concluir os seus estudos trabalhou como secretária no serviço público na década de 1980.
Ela obteve diplomas académicos da Índia e dos Estados Unidos. Zangmo recebeu o seu diploma de budologia do Instituto Central de Estudos Tibetanos Superiores (CIHTS), Varanasi e um bacharelato em estudos de desenvolvimento do Mount Holyoke College, de Massachusetts. Mais tarde, obteve um mestrado e doutoramento pela Universidade de Massachusetts, Amherst. Após os estudos, ela voltou para o Butão e tornou-se directora executiva da Fundação de Freiras do Butão. A BNF foi fundada em 2009 sob o patrocínio de Tshering Yangdon.
Em 2018 ela foi listada como uma das 100 mulheres da BBC.